# Пољска православна црква
Пољска православна црква (ППЦ), званично Пољска аутокефална православна црква (ПАПЦ; пољ. Polski Autokefaliczny Kościół Prawosławny, PAKP) јесте помјесна и аутокефална црква са достојанством митрополије. Налази се на 13. мјесту у диптиху.

## Историја
Хришћанство је дошло на просторе данашње Пољске са југозапада из Моравске кнежевине, са запада из њемачких земаља и са истока из Кијевске Русије. Године 966. пољски кнез Мјешко I Пјаст се крстио. Тада је извршено и крштење цијелог народа. У 13. вијеку су установљене православне епископске катедре у градовима Хелму и Пшемислу.
До 19. вијека православне епархије на пољској територији су се налазиле у саставу Кијевске митрополије. Године 1840. установљена је православна Варшавска епархија.
Након проглашења независне пољске државе (1918), тадашњи патријарх московски Тихон је Православној цркви у Пољској даровао „широку помјесну аутономију“. Међутим, Цариградска патријаршија је 1924. издала томос којим је успоставила Пољску аутокефалну православну цркву, чију аутокефалност није признавала Руска православна црква.
Јуна 1948. делегација на челу са архиепископом бјалистоцким и бјелским Тимофејем се обратила Руској православној цркви како би на пољској територији била основана канонска аутокефална православна црква. Потписан је Акт о поновном уједињењу Пољске православне цркве са Руском православном црквом и о давању аутокефалије, чиме је призната аутокефалност Пољској православној цркви.

## Организација
На челу Пољске православне цркве је митрополит варшавски и све Пољске Сава (од 12. маја 1998).
Пољска православна црква је организована у седам епархија — шест епархија у Пољској и једну у Бразилу. Постоји такође и војни православни ординаријат у рангу епархије. Црква има укупно 13 манастира и обухвата око 500.000 вјерника окупљених у 237 парохија.
Епархије су:
- Варшавско-бјелска епархија;
- Бјалистоцко-гдањска епархија;
- Лођско-познањска епархија;
- Пшемиско-новосандецка епархија;
- Вроцлавско-шчећинска епархија;
- Лублинско-хелмска епархија;
- Епархија Рио де Жанеира и Олинда-Ресифе (Бразил).